# Södra Vånga församling
Södra Vånga församling var en församling i Skara stift och i Ulricehamns kommun. Församlingen uppgick 1989 i Möne församling.

## Administrativ historik
Församlingen har medeltida ursprung.  Före den 1 januari 1886 (ändring enligt beslut den 17 april 1885) var namnet Vånga församling.
Församlingen var före 1400 troligen annexförsamling i pastoratet Möne och Vånga. Från omkring 1400 till 1989 var församlingen annexförsamling i pastoratet Hällstad, Murum, (Södra) Vånga och Möne som från 1962 även omfattade Kärråkra församling. Församlingen uppgick 1989 i Möne församling.

## Kyrkor
Från 1846 användes Möne kyrka som sockenkyrka. 
Vånga kyrka raserades men står kvar som ruin. Den hade ett rektangulärt långhus med smalare rakt avslutat kor i öster. En rödfärgad klockstapel med klocka från 1681 står kvar. Sverige : geografisk, topografisk, statistisk beskrifning. Del 3, Älfsborgs, Skaraborgs samt Göteborgs och Bohus län. Stockholm: Wahlström & Widstrand. 1921. sid. 186. Libris 8214349